# トラケナー

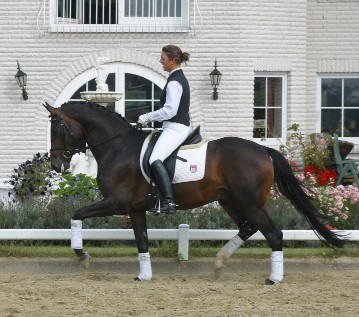
馬術競技を行うトラケナー

トラケナー（Trakehner）は、18世紀にプロイセン王国が品種改良によって生み出した軽種馬である。なお、日本ではトラケナーを生産したトラケーネン牧場の名が品種名と誤解され、トラケーネンと呼ばれている。

## 歴史
プロイセン王フリードリヒ・ヴィルヘルム1世は1732年、オーストリアのハプスブルク家が保有するリピッツァナー種に対抗しうる軍馬の国家的規模での開発・生産を目指してトラケーネン牧場を建設し、500頭の繁殖牝馬を繋養した。トラケーネン牧場はシュヴァイゲン種と呼ばれる在来の品種とポーランドから買収したアラブ種を交配させ、新たな品種を生み出した。これがトラケナーである。
トラケナーはスピード・スタミナ面で素晴らしい能力を発揮し、18世紀半ばには軍馬として世界最良の品種として広く認識され、19世紀後半にスピード面の優位性においてサラブレッドに取って代わられるまでの間、その地位を保ち続けた。サラブレッドの優位性が確定的となってからは馬術競技用の馬として品種改良が進められ、今日まで存続している。